# Anne Charlotte Leffler
Anne Charlotte Leffler (1. října 1849 Stockholm – 21. října 1892 Neapol) byla švédská novinářka, spisovatelka a dramatička.

## Životopis
Anne byla dcerou ředitele školy a politika Olofa Lefflera (1813–1884) a Gustavy Wilhelminy Mittagové (1817–1903). Měla tři bratry: matematika Göstu, lingvistu Fritse (1847–1921) a inženýra Artura (1854–1938).
Lefflerová byla známá především svým radikálním feministickým dramatem, ve své době byla také oblíbenou prozaičkou. Debutovala v roce 1869 sbírkou povídek Händelsevis, ale prvního uznání dosáhla hrou Skådespelerskan (1873). Průlom přinesla sbírka povídek Ur lifevet I (1882). Na počátku 80. let 19. století byla nejhranější dramatičkou ve Švédsku s dramaty Elfvan (1880), Sanna kvinnor (1883) a En räddende engel (1883) byla počítána mezi největší švédské autory. V době vrcholícího ženského hnutí v roce 1887 ztratila svou reputaci a stávala se stále méně populární. V průběhu 20. století byla považována za méně významnou a v literárněhistorických přehledech byla pravidelně zcela opomíjena. Od osmdesátých let 20. století se o její dílo znovu začal projevovat vědecký zájem. Několik jejích děl vyšlo v nových vydáních a několik jejích her bylo uvedeno v různých divadlech. V roce 2012 vyšla její biografie Sanningens vägar od Moniky Lauritzenové, která byla nominována na Augustpriset.
Anne Lefflerová byla dvakrát vdaná, poprvé v letech 1872–1889 za náměstka okresního guvernéra Gustafa Edgrena (1837–1903). Po letech manželské disharmonie se pár rozvedl poté, co se setkala s italským matematikem Pasqualem del Pezzo (1859–1936). V roce 1890 se za něj provdala. R. 1892 se jim narodil syn Gaetano (1892–1970). Téhož roku 21. října zemřela na zánět slepého střeva.

## Dílo

### Beletrie
- Händelsevis: trenne teckningar. Stockholm: Hæggströms förlagsexp. 1869
- Pastorsadjunkten: skådespel i tre akter. Stockholm: F. & G. Beijer. 1876
- Ur lifvet. Samling 1, En bal i "societeten"; En stor man; En triumf; Dömd; Doktorns hustru; Sesam öppna dig!; Tvifvel. Stockholm: Hæggström. 1882 – Översatt till danska, nederländska och tyska. Nya upplagor 1902 och 1905
- Ur lifvet. Samling 2, Aurore Bunge; "Barnet"; Ett bröllop; I krig med samhället. Stockholm: Z. Hæggström. 1883 – Översatt till nederländska, tyska och delvis till italienska. Ny upplaga 1916
- Ur lifvet. Samling 3. Häfte 1, Kvinlighet och erotik; Gusten får pastoratet. Stockholm: Z. Hæggström. 1883 – Hela samlingen översatt till nederländska och tyska samt Kvinnlighet och erotik även till engelska. Kvinnlighet och erotik utkom i ny upplaga 2009
- Elfvan: skådespel i tre akter. Stockholm. 1883
- En räddande ängel: [manuskript]. 1883 – Handskrift. Kungl. Dramatiska Teatern — En räddande ängel: renskrift från manuskript. Stockholm: Dramawebben
- Sanna kvinnor: skådespel i tre akter. Stockholm: Hæggström. 1883 – Översatt till danska och engelska
- Skådespelerskan: dramatisk teckning i två akter; Under toffeln: komedi i två akter. Stockholm: Hæggström. 1883 – Ny upplaga 2008
- Hur man gör godt: skådespel i fyra akter. Stockholm: Haeggström. 1885 – Översatt till danska och tyska
- Kampen för lyckan: två paralleldramer / af K. L. Stockholm. 1887 – Medförfattare: Sonja Kovalevsky
- Ur lifvet. Samling 3. Häfte 2, Gamla jungfrun; I fattigstugan; En brödkaka; Moster Malvina; Gråtande Venus. Stockholm: Z. Hæggström. 1889 – Översatt till danska och nederländska samt vissa noveller även till italienska och tyska
- Ur lifvet. Band 4:1, 4: 2, En sommarsaga. Stockholm: Z. Haeggström. 1886
- Ur lifvet. Samling 5, Kvinnlighet och erotik, 2. Stockholm: Z. Hæggström. 1890 – Översatt till danska, nederländska och tyska. Ny upplaga 2009
- Ur lifvet. Samling 5, Efterskrift till Kvinnlighet och erotik, 2. Stockholm: Z. Hæggström. 1890
- Tre komedier. Stockholm: Bonnier. 1891 – Innehåll: Den kärleken. – Översatt till danska. Ny upplaga 1892 — Familjelycka. – Översatt till danska. Ny upplaga 1892 och 2007 — Moster Malvina – Översatt till danska och italienska. Ny upplaga 1892
- Efterlämnade skrifter. 1, Sanningens vägar; Napolitanska bilder. Stockholm: Bonnier. 1893 – Innehåll: Sanningens vägar. Sagospel; Napolitanska bilder: Ett mirakel – Lifvets och Dödens källor – En vinterdag i Napoli – Julen i Napoli. – Snöfall i Napoli – Allegria – Sommarlif i Italien; När il signor Duca besöker sin landtegendom; En ammas historia
- Efterlämnade skrifter. 2, Ur lifvet: (sista samlingen). Stockholm: Bonnier. 1893 – Innehåll: Trång horisont; Resa utrikes; Giftermål af tycke; Utomkring äktenskapet; Ett underverk; Jämlikhet

### Různé
- Sonja Kovalevsky: hvad jag upplefvat tillsammans med henne och hvad hon berättat mig om sig själfe. Stockholm: Bonnier. 1892 Fulltext: Litteraturbanken, Göteborgs universitetsbibliotek – Översatt till danska, engelska, franska, nederländska, ryska och tyska. Ny upplaga 2010
- En självbiografi, grundad på dagböcker och brev. Stockholm: Bonnier. 1922

### Sebraná vydání a výběry
- Ur livet. Stockholm: Bonnier. 1950 – i urval av Per Erik Wahlund
- Synd: noveller av det moderna genombrottets kvinnor. Stockholm: Ordfront. 1993 – Innehåller författarens Aurora Bunge ursprungligen publicerad i Ur lifvet. Band 2. 1883
- Jämlikhet: noveller. Stockholm: Atlas. 2010
- I krig med samhället och andra texter. Årsta: Rosenlarv. 2013 – i urval av Claudia Lindén

### V češtině
- Žena a láska: román – přeložil Hugo Kosterka. Praha: Vzdělávací bibliotéka, 1897
- Soňa Kovalevská: co je mi známo ze styku s ní a co mi o sobě sama vypravovala – Praha: Josef Pelcl, 1900
- Aurora Bungová – in: 1000 nejkrásnějších novel... č. 90; úvod František Sekanina; přeložil K. Šímon. Praha: J. R. Vilímek, 1914